# Micropterix eatoniella
Micropterix eatoniella là một loài bướm đêm thuộc họ Micropterigidae. Nó được Heath mô tả năm 1986. Nó là loài duy nhất được tìm thấy ở type locality Annaba in Algérie.